# 60 Minutes

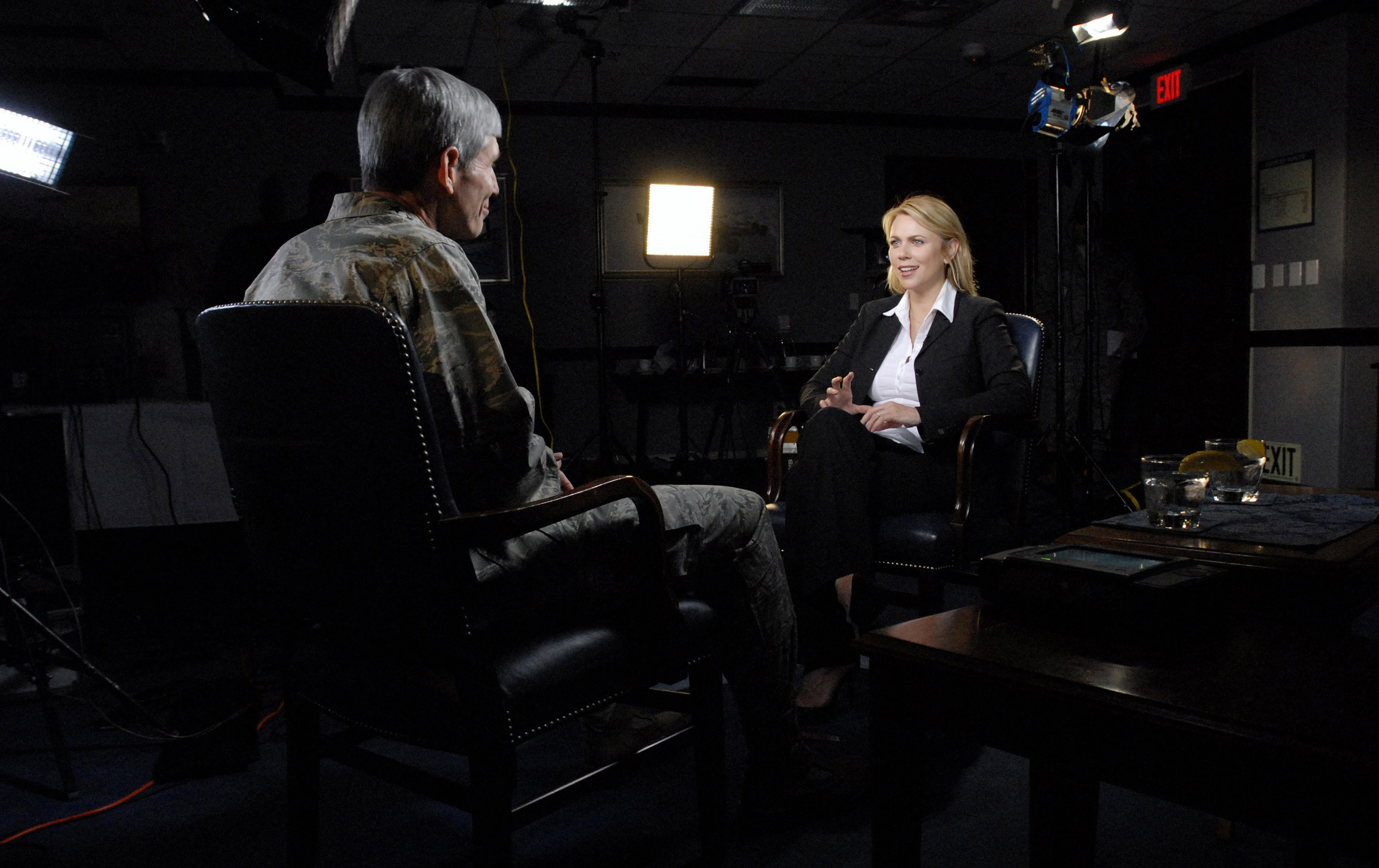
Rozhovor v pořadu

60 Minutes je americký televizní publicistický pořad ("zpravodajský magazín") vysílaný televizí CBS a vytvořený roku 1968 producentem Donem Hewittem. Pořad přinesl zcela nový styl televizní publicistiky a sehrál zásadní roli v rozvoji televizní investigativní žurnalistiky, když de facto stvořil postavu „pátrajícího reportéra“ (vzorem byl Hewittovi nicméně kanadský pořad W5, který vznikl dva roky předtím, a silně ovlivněn byl i pořadem See It Now moderátora Edwarda R. Murrowa, který na CBS předtím režíroval). Pořad se proslavil užitím některých dříve nepoužívaných metod, jako je využití skryté kamery nebo neohlášené „ofenzivní návštěvy s kamerou“ v domě či úřadě zpovídaných subjektů. Neobsahoval jen reportáže, ale i komentáře, rozhovory a klasické zpravodajství, které ovšem nesmělo přesáhnout třináct minut z hodinového pořadu, aby byla zachována pestrost, jejímž vzorem byla pestrost barevných tištěných časopisů. Typicky spolu v komentářích polemizují dva komentátoři, z nichž jeden zastává konzervativní a jeden liberální stanoviska (blok nazvaný Point/Counterpoint). Prvními moderátory byli Harry Reasoner a Mike Wallace. Zejména druhého jmenovaného pořad posléze proslavil, zvláště na pozici novináře, který vede rozhovor s hosty, a to velmi útočným způsobem. K růstu popularity programu přispěly dvě kontroverzní události probíhající na počátku 70. let - válka ve Vietnamu a aféra Watergate. Velkou roli v tom sehrál Dan Rather, který se stal zpravodajem pořadu v Bílém domě. Bylo to vůbec poprvé, kdy se v americké televizi podařilo uspět publicistickému pořadu. V roce 1979 se stal nejsledovanějším americkým pořadem (po hlavních zprávách). Na CBS běží dosud. Časopis TV Guide ho v roce 2002 vyhlásil šestým nejlepším televizním pořadem všech dob. Za dobu své existence vyhrál více než 130 cen Emmy. Symbolem pořadu jsou od jeho počátku stopky. Ke známým novinářům v něm vystupujícím patřili Anderson Cooper, Ed Bradley, Diane Sawyerová, Christiane Amanpourová, Walter Cronkite nebo Oprah Winfreyová.